# Przewóz (Spytkowice)
Przewóz – przysiółek wsi Spytkowice, położonej w gminie Spytkowice, w powiecie wadowickim, w województwie małopolskim, nad rzeką Wisłą. Leży na wysokości 227 metrów n.p.m. W latach 1975–1998 miejscowość administracyjnie należała do województwa bielskiego.
Wiglowice zostały wymienione w 1400 w niemieckojęzycznym dokumencie króla Wacława wystawionym w Pradze jako Flosswicz.